# 薛厚民
薛厚民（1929年2月—2025年6月26日），男，湖南桃江人，中华人民共和国政治人物，曾任株洲市人民政府市长。

## 生平
1929年2月，出生于湖南省桃江县武潭镇罗家坪乡。1949年在中共益阳地委参加工作。1954年，调入中共湖南省委工作，历任省委组织部干事、省委办公厅科长、省档案管理局办公室副主任。文化大革命开始后，曾在湘江氮肥厂工作11年。1980年6月，任中共株洲市委副书记。1981年2月至1983年5月，兼任市委秘书长。1983年10月至1984年12月，任株洲市人民政府市长。1985年5月，调任湖南省对外经济贸易委员会副主任，兼任湖南省人民政府驻深圳办事处第一任主任、香港三湘公司副董事长。1991年离休。
2025年6月26日凌晨4时25分在株洲逝世。